# 家職
家職（かしょく）とは、家によって世襲された職務や職能、官職（及びその昇進次第）を指す。国家などの公権力からのその家の当主へ任官を行い、特権の承認と支配、それに対する奉仕という要素がある。
- 職業の世襲という意味では、類義語として家道・家業が挙げられる。
- 武家・華族・富豪などで、家の事務を執る人のことも家職という[1]。

## 概要
職業の世襲という概念は氏姓制度の時代から存在している。
律令制度に入ってからも何世代にもわたって技能・学術を継承してきた「世習」の家柄を優先して技術系の官職に就ける事例があった。また、大学寮の博士家などの学術系の官職においても何代にもわたって博士が登場する事例が現れるようになった。ただし、そうした場合には技術・学術が実際に継承されているという点が重要視されており、そうした継承が衰退すれば世習の家柄でも子孫への任官は行われなかった。
11世紀に入ると、中央における官司の業務が特定の氏族によって広く担われるようになり、官吏の登用が変化した（官司請負制）。
例えば、太政官の弁官局は小槻氏、同じく外記局は中原氏が請負、世襲的に継承するようになる。同様に技術系・学術系の官職においても、陰陽寮の賀茂氏・安倍氏、大学寮紀伝道（文章博士）の菅原氏・大江氏のように家学の成立を背景とした世襲的な継承が行われるようになった。神祇伯を世襲した白川家も同様の存在であったと考えられている。武士もこうした流れの中で官人の中でも承平天慶勲功者の子孫が武装と武力の行使を公認され、軍事警察力を担う武芸の家としての家職を担うようになったものと考えられている。
更に12世紀に入ると、官司の運営とそれに伴う収益、そうした業務の財源として確保されてきた官司領（官衙領）が世襲氏族によって官職そのものを含めた「職」として私的に所有されるようになり、「知行」として行使されるようになった。同様に公家の最高位と言える摂関においても藤原北家九条流更にその中の御堂流によって世襲的に継承され、氏長者の地位やそれに付随する勧学院・殿下渡領なども独占的に支配するようになった。更に院政期において公家社会が再編される中で官職昇進次第や極位極官が出自によって決定される傾向が強まっていくと、古代からの貴族諸氏は一門に分化して中世的な「家」へと変質していく。ここに一門の持つ門業は家ごとに相伝される家業、すなわち家職へと転換されるようになった。
13世紀に入ると、摂関の地位は、父子継承によって決定された御堂流のうちの5家、すなわち五摂家当主による巡任が体制化され、他にも弁官・蔵人の地位には名家格の公家が、外記の地位には中原氏・清原氏の公家が世襲するなど、家格に基づいて、1家もしくは少数の家の家督継承者の相対的に安定した家職及び官職昇進次第が保証された制度が公家社会各層において確立した。また、「家」の成立が在地領主層の間でも見られるようになり、得分権を伴う「職」の親子間継承が行われるようになった。
中世の朝廷は朝儀に関する有職故実を家学化して、公家の諸家がそれを家職として分掌することで維持され、万が一断絶に至った場合にはそうした家を養子縁組によって再興・継続させる方針が採られていった。歌道の冷泉家、蹴鞠の飛鳥井家、衣紋道の高倉家などがその代表例である。また、家職・家学の本所としての立場を利用してその地位に関わる官民を組織して経済的利益を受ける例もみられた。だが、応仁の乱以後は朝廷財政の崩壊とともに朝儀は廃絶し、断絶したまま再興されない公家も少なくなかった。その一方、武家や在地においては応仁の乱以後の戦国時代に「家」が一般社会の構成単位として認識される傾向が強まっていった。
これを受けて日本全国を統一した豊臣政権は社会秩序の維持のための手段として公武官民の家職を利用した。公家社会に対しては文禄4年（1595年）に「御掟追加」によって家職をたしなみ、公儀に奉公することを義務付け、その代償に所領を保証・加増した。一方、民間に対しては太閤検地や刀狩などを通じて家職への専念を求めた。徳川政権もこの路線を継承、徹底させ、公家に対しては禁中並公家諸法度によって家職に付随する「諸家昇進之次第（官職昇進次第）」を再確認・保証するとともに、徳川宗家自体が将軍職を家職とすることを明らかにした。また、武家や民間に対してはそれぞれの家業への専念と維持、継承に努めさせることをそれぞれの家職とし、それを社会全体に徹底させることで身分統制・社会秩序維持の手段とした。更に宗教者・職人などを特定の公家や寺院（院家）に家職として統制させることを図った。『葉隠』（武士）や『町人嚢』、『盲安杖』（僧侶）などはそれぞれの立場からの家職・家業を全うさせる事が社会的義務であることを説いた書物であった。
明治政府は、国家統治機構の近代化と人材登用を標榜し、公家の官職世襲によって支えられてきた朝廷のシステムを「悪しき遺制」と捉えた。明治政府は宮中と政府の分離を図るとともに既に流動化しつつあった身分規制の撤廃を進めて国民に職業選択の自由を認めた。大日本帝国憲法制定に際し、伊藤博文は『憲法義解』の中で「官が家に属し、族によって職を世襲」する陋習（すなわち、家職）を臣民権利義務規定に反するものとした。大日本帝国憲法第19条で「日本臣民ハ法律命令ノ定ムル所ノ資格ニ応シ均ク文武官ニ任セラレ及其ノ他ノ公務ニ就クコトヲ得」と定めた。だが、実際には華族制度は家職的な要素を含み、特に公爵・侯爵は原則的に貴族院に議席を有することが出来た。また、家制度の元で家業の維持が優先されたのも民間における家職の残滓と言えるものであった。
現在では日本国憲法第14条において家職の概念は明確に否定されている。国家において認められた家職とみなしうるものは、国民としての人権保障の枠外に置かれている天皇のみであるとも言える。ただし天皇を君主とみなすのであれば、天皇の地位が「職」であるとは言い難い。